# ベン・ヴォラヴォラ
ベン・ヴォラヴォラ（Ben Volavola、1991年1月13日 - ）は、トップ14・ラシン92に所属するラグビーユニオン選手。

## プロフィール
- オーストラリア・シドニー出身。
- ポジションはスタンドオフ(SO)、フルバック(FB)。
- 身長 191cm、体重 89kg
- ニックネームはBenny、Volas[1]。
- U20オーストラリア代表に選ばれたことがある[2]。
- フィジー代表キャップは37（2021年1月現在）でワールドカップ2015・2019のフィジー代表に選ばれた[3]。

## 略歴
サウストン・ディスクリクト、ワラターズ、シドニー・ラムズ、カンタベリー、クルセイダーズ、ノース・ハーバー、レベルズ、ボルドーを経て、2018年、ラシン92に加入。
2020年、USAペルピニャンに加入。
2021年、ラシン92に復帰。